# The Fifth Wheel
The Fifth Wheel è un cortometraggio muto del 1918 diretto da David Smith.

## Produzione
Il film fu prodotto dalla Vitagraph Company of America (come Broadway Star Features).

## Distribuzione
Distribuito dalla General Film Company, il film - un cortometraggio in due bobine - uscì nelle sale cinematografiche statunitensi il 2 febbraio 1918.